# Cmentarz wojenny nr 375 – Gdów
Cmentarz wojenny nr 375 – Gdów – austriacki cmentarz wojenny z okresu I wojny światowej w miejscowości Gdów w powiecie wielickim, województwie małopolskim. Należy do okręgu X (Limanowa) Oddziału Grobów Wojennych C. i K. Komendantury Wojskowej w Krakowie. Jest jednym z 400 cmentarzy tego oddziału, z tego w okręgu limanowskim cmentarzy tych wybudowano 36.

## Opis cmentarza
Znajduje się w północnej części miejscowości Gdów. Projektował go Gustaw Ludwig. Jest to niewielka kwatera na cmentarzu parafialnym obok Kopca-mogiły powstańców 1846 roku oraz pomnika upamiętniającego poległych we wrześniu 1939 r. Miejsce to jest głównym miejscem pamięci narodowej mieszkańców Gdowa.
Cmentarz wykonano na planie prostokąta o wymiarach 10 × 6 m. Ogrodzenie tworzą niskie betonowe słupki połączone masywnymi metalowymi rurami. Wejście przez bardzo niską jednoskrzydłową, metalową furtkę. Na przeciwległym do niej boku cmentarza masywny betonowy krzyż o wysokości 2,6 m z tablicą inskrypcyjną. Na placu cmentarza 9 rozmieszczonych promieniście nagrobków z żeliwnymi krzyżami z wieńcem laurowym. Na nagrobku żołnierza armii rosyjskiej jest to prawosławny krzyż dwuramienny, na pozostałych ośmiu nagrobkach żołnierzy armii austriackiej są to jednoramienne krzyże maltańskie.

## Polegli
Pochowano na nim 12 żołnierzy armii austriackiej z 34 IR, 55 IRi 80 IR pułków piechoty, z 3. pułku strzelców i 30. pułku ciężkiej artylerii polowej oraz 1 żołnierza armii rosyjskiej z 166. pułku piechoty. Z nazwiska znanych jest 12, jeden jest nieznany. Ułan Paul Wojtowicz z I Regimentu Ułanów zmarł w 1917 r., kapral Franz Kopera z krakowskiego 2 Regimentu Artylerii Fortecznej zmarł 2 stycznia 1915 r., wszyscy pozostali zginęli podczas ciężkich walk toczonych w okolicy Gdowa w listopadzie i grudniu 1914 r.

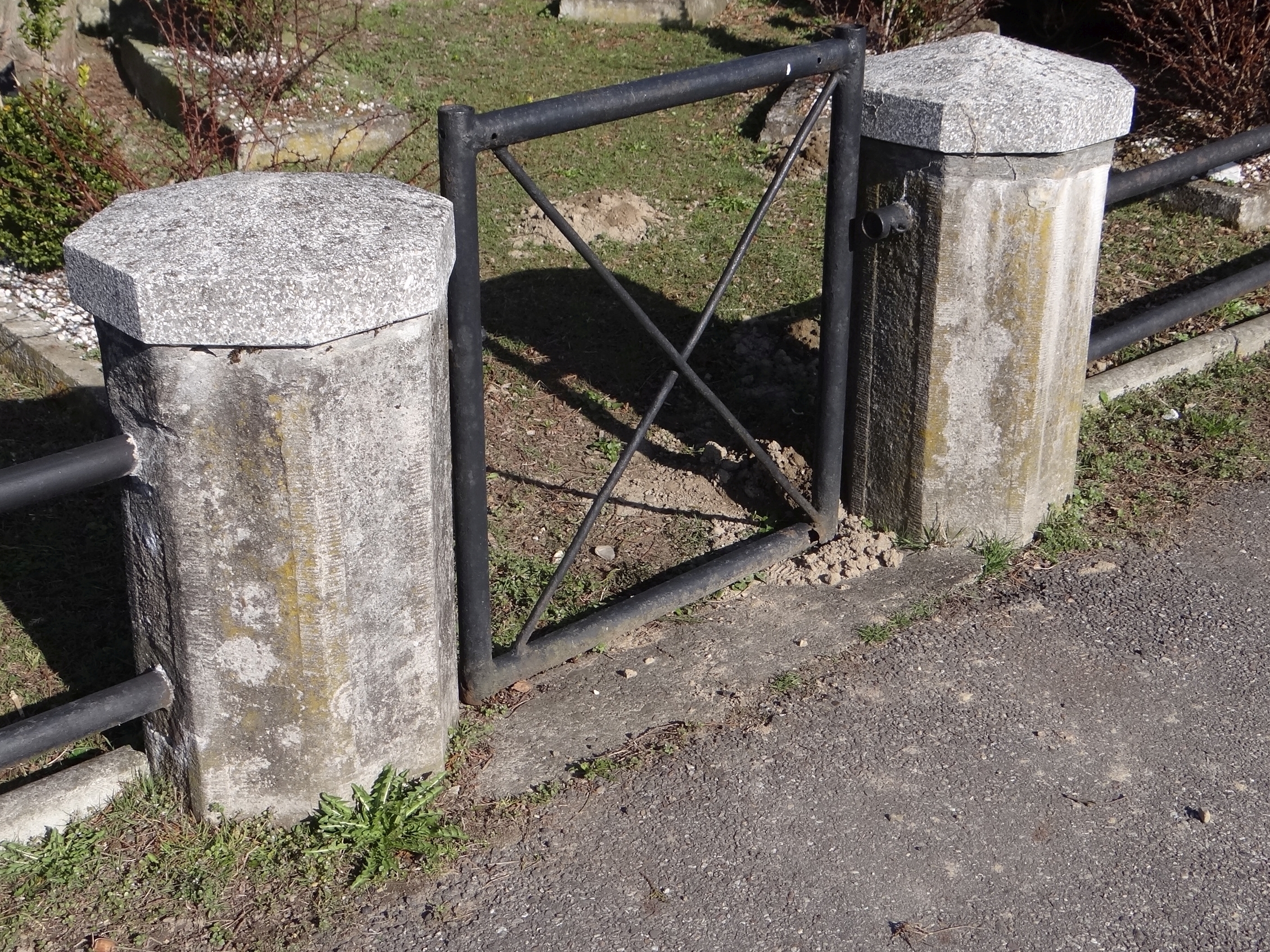
Bramka wejściowa
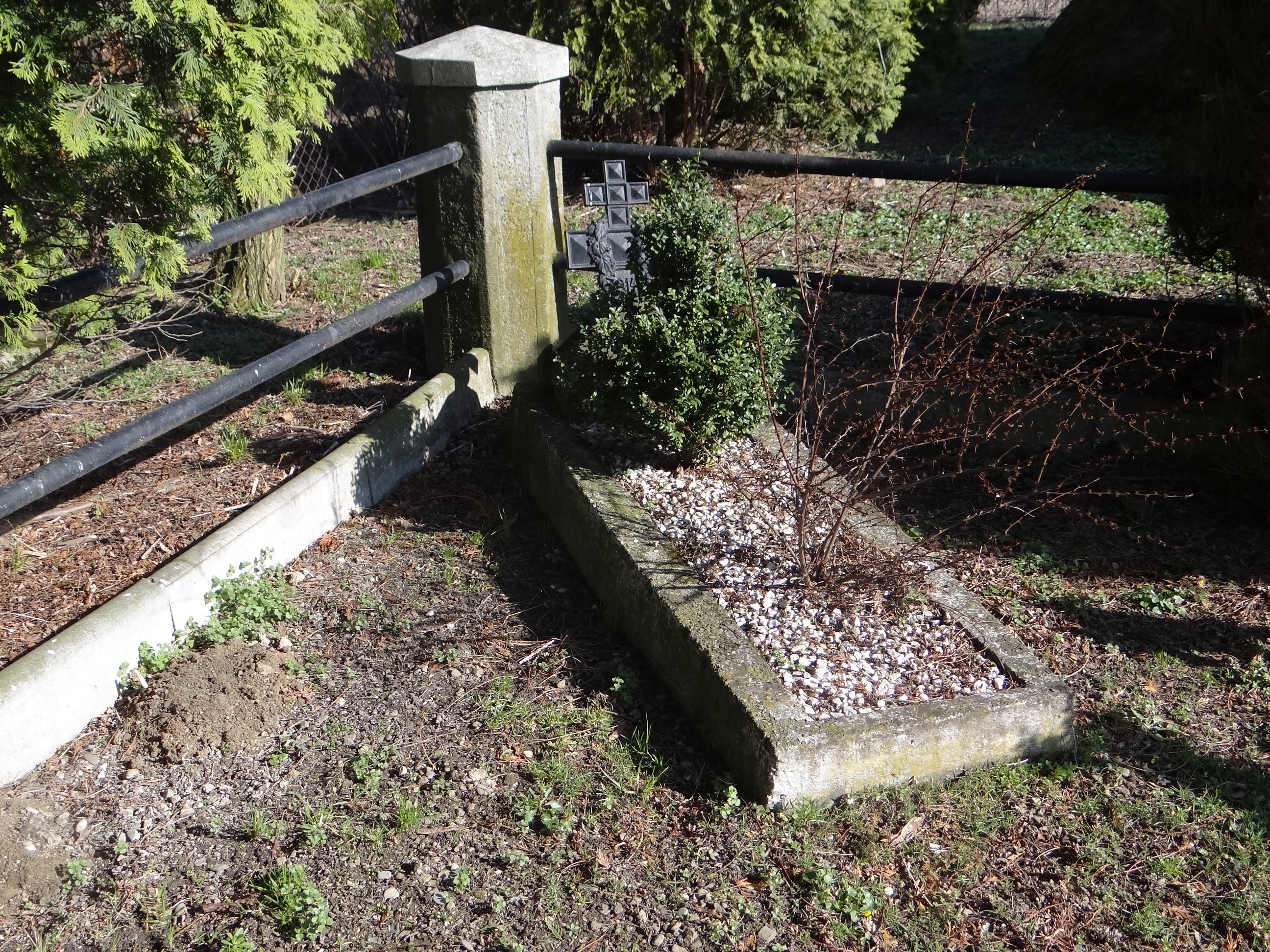
Nagrobek żołnierza rosyjskiego
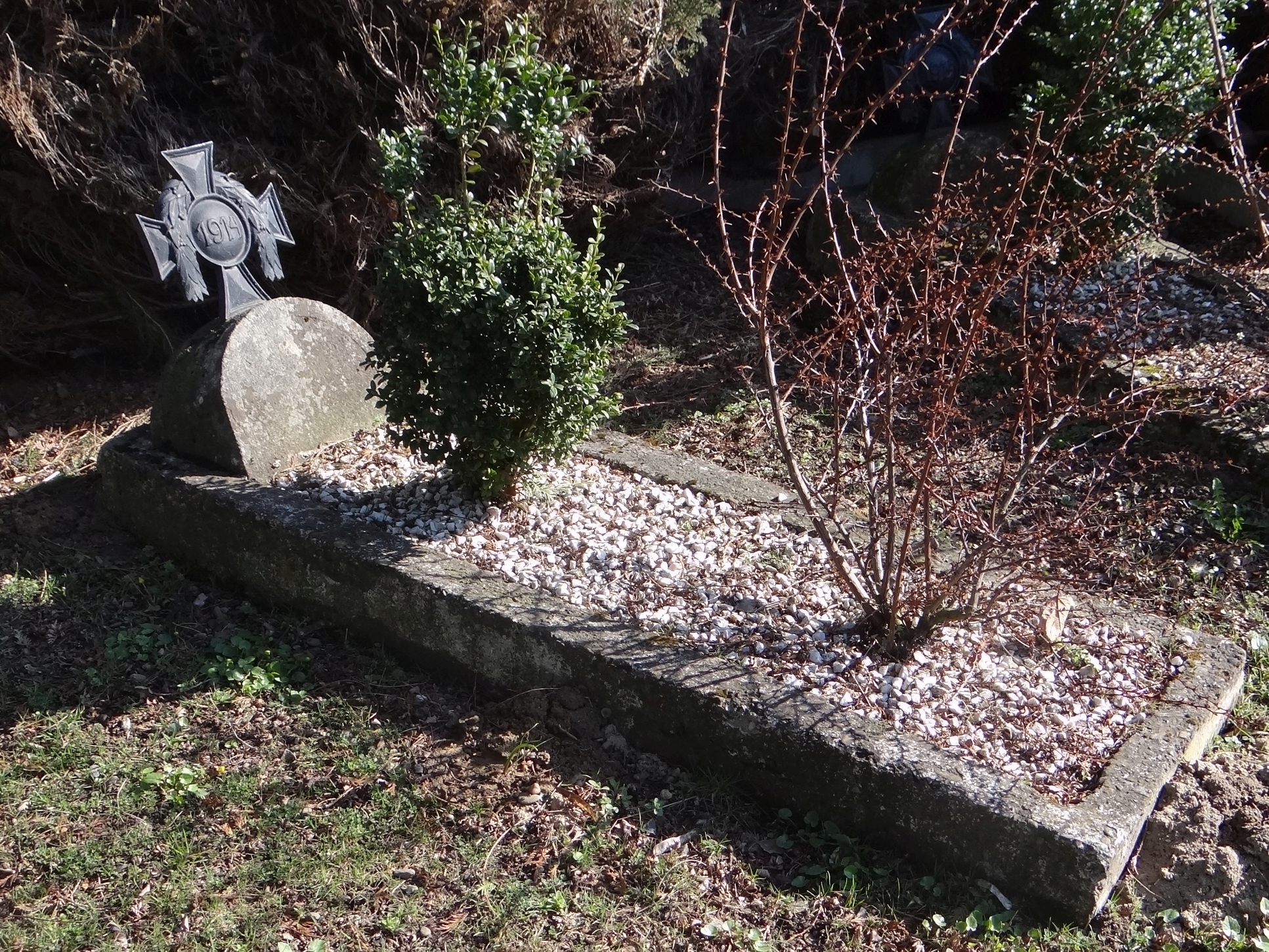
Mogiła żołnierza austriackiego

## Losy cmentarza
Austriacy wybudowali cmentarz w 1916 r. W 1917 r. na cmentarzu pochowano jeszcze ułana Paula Wojtowicza, ale miejsce pochówku jest nieznane. W 50 rocznicę budowy, czyli w 1966 r. dokonano jego remontu. Zamontowano nowe rury ogrodzenia, nową furtkę i na nowo wykonano betonowe daszki na słupkach ogrodzenia. Pod centralnym krzyżem zamontowano nową talicę inskrypcyjną w języku polskim (oryginalna była zniszczona i w języku niemieckim) i uzupełniono brakujące żeliwne krzyże.
W 2018 r. cmentarz jest wyremontowany i jest w bardzo dobrym stanie, jednak układ nagrobków odbiega od pierwotnego. Drogomir opierając się na zachowanym planie cmentarza podaje, że szeregowy żołnierz rosyjski Avras Trochin pochowany był w grobie nr 10 (pierwszy na prawo od furtki), tymczasem obecnie dwuramienny krzyż rosyjski jest na innym nagrobku (w rogu cmentarza). Według zachowanych planów miał to być nagrobek Josefa Walknera z II Regimentu Strzelców Cesarskich. Ponadto nagrobków było 11, obecnie jest tylko 9. Część krzyży żeliwnych zamiast daty 1914 ma datę 1915. Do zamiany nagrobków i krzyży doszło zapewne podczas remontu w 1966 r. Wówczas też zapewne nie odtworzono 2 zniszczonych mogił. Nasadzone na nagrobkach bukszpany i berberysy są współczesne.